# Gil Correia
Gilberto Correia da Silva, mais conhecido como Gil Correia (Arapiraca, 8 de setembro de 1960), é um professor, escritor, jornalista e pastor evangélico brasileiro.

## Biografia
Filho de José Correia da Silva e Irene Ferreira, fez seus primeiros estudos em Arapiraca, depois seguindo para Barra Bonita, onde iniciou o curso ginasial. Em Brasília fez o supletivo do segundo grau no Centro de Ensino do Cruzeiro Novo.
Radicado em Gurupi, no estado do Tocantins, formou-se em Jornalismo pela antiga Faculdade de Filosofia e Ciências Humanas, com especialização em Educação, Comunicação e Novas Tecnologias pela Universidade Estadual do Tocantins. Deu aulas no Senai e no Senac e, contratado por concurso, fez carreira docente na Universidade de Gurupi, onde se aposentou. Coordenou o Curso de Comunicação Social e foi três vezes presidente da seção sindical da Associação dos Professores Universitários de Gurupi, além de fazer parte do projeto de extensão Filosofia e Cinema e do grupo de pesquisa História e Memória da Educação em Gurupi. Em 2022 assumiu uma cadeira no Conselho Municipal de Previdência de Gurupi representando os servidores inativos e pensionistas.
Desenvolveu uma série de atividades na cultura e no jornalismo. Foi membro do Conselho Municipal de Cultura e seu diretor entre 1997 e 1998; presidente da Associação de Artes; um dos fundadores e primeiro presidente da seccional de Tocantins da União Brasileira de Escritores, membro titular da Academia Tocantinense de Letras e do Conselho Estadual de Cultura do Tocantins. Foi um dos fundadores da Academia Gurupiense de Letras, ocupando a presidência nas três primeiras Diretorias, além de desempenhar as funções de suplente da Diretoria na 5ª Diretoria, orador oficial na 6ª, 7ª e 8ª Diretorias, e conselheiro fiscal na 9ª Diretoria.
No jornalismo foi produtor e editor dos programas Globo Esporte, Bom Dia Tocantins e Jornal do Almoço, da TV Anhanguera; correspondente do Jornal do Tocantins; editor do Jornal Cocktail; editor geral e diretor do jornal A Notícia; coordenador regional de Telejornalismo e Administrativo da Rede Sat Tocantins, chefe da equipe Nova na Rede da Rádio Nova e colunista esportivo do Portal Atitude. Foi secretário, tesoureiro e presidente da Associação dos Cronistas Esportivos do Tocantins, tesoureiro da seccional goiana da Associação Brasileira dos Jornalistas de Turismo e diretor de comunicação da Associação Brasileira dos Cronistas Esportivos. Sempre ligado ao esporte, foi ainda diretor de futebol e vice-presidente do Gurupi Esporte Clube.
É pastor da Igreja Batista Filadélfia de Aliança do Tocantins e diretor estadual da Capelania Unipas Tocantins. Casado com Elizete Alves Sousa, tem quatro filhos: Ana Carolina, Karla Camila, Gilberto Junior e Lucas.

## Literatura
Em sua obra literária foi influenciado por autores como Carlos Drumond de Andrade, Mário Quintana, e escritores regionais como Bira Galli, Pio Vargas, Gilson Cavalcante, Tião Pinheiro e José Gomes Sobrinho. Participou de grupos de poesia e da movimentação criada em torno dos projetos Terça de Arte e Trem Azul de Goiânia.
Seu livro de poesias Espelhos d'Alma - Exercícios Poéticos, foi lançado em setembro de 2002. 
Publicou em 2013 o livro Bravo, Maestro!, uma biografia do folclórico artista e maestro Othônio. Junto com Joel Pinho, organizou a publicação em 2018 do livro Memória, Política e Gestão: Lampejos do Tempo, que resgata a história da Associação dos Professores Universitários de Gurupi. Tem poemas publicados em várias antologias.

## Distinções
- Homenageado pela Câmara de Vereadores de Gurupi em 2013.[7]
- Homenageado pela Assembleia Legislativa de Tocantins em 2022 por serviços prestados ao jornalismo tocantinense.[12]
- Homenageado na 3ª edição do Jardim da Poesia do Museu Histórico do Tocantins em 2008.[13]
- Selecionado para a Estante do Escritor Tocantinense da biblioteca da Fundação Cultural de Palmas.[1]